# 皮拉赫河畔施瓦尔岑巴赫
皮拉赫河畔施瓦尔岑巴赫是奥地利下奥地利州圣帕尔滕兰县的一个市镇。总面积45.45平方公里，总人口414人，人口密度9.1人/平方公里（2005年）。